# Helophilus lineatus
Helophilus lineatus là một loài ruồi trong họ Ruồi giả ong (Syrphidae). Loài này được Fabricius mô tả khoa học đầu tiên năm 1787. Helophilus lineatus phân bố ở vùng Cổ Bắc giới